# Qasjqadarja (provins)
Qasjqadarja (Uzbekiska: Qashqadaryo viloyati / Қашқадарё вилояти) är en viloyat (provins) i Uzbekistan. Den gränsar till Turkmenistan och Tadzjikistan  samt provinserna Samarkand, Buchara och Surchondarja.
Provinsen hade år 2005 uppskattningsvis 2 067 000 invånare och en yta på 28 400 km². Huvudorten är Qarshi

## Distrikt
Provinsen är indelad i 13 administrativa tuman (distrikt):